# Anatoli Yarkine
Anatoli Nikolaïevitch Yarkine (russe : Анато́лий Никола́евич Я́ркин), né le 11 novembre 1958 à Novoïé-Zaporojié, en Ukraine, alors République fédérée de l'URSS, est un coureur cycliste soviétique, champion olympique en 1980.

## Biographie
Longiligne athlète, 1,86 m pour 77 kg, Anatoli Yarkin est un des coureurs de l'équipe de l'URSS formé à l'école cycliste du centre sportif de Kouïbychev. Sa victoire principale consiste dans le titre olympique conquis à Moscou en 1980 dans l'épreuve des 100 km contre la montre par équipes. Lors de ces mêmes Jeux, il est sélectionné pour l'épreuve routière individuelle, dont il termine sixième. Avec Youri Barinov il avait joué parfaitement le jeu de l'équipe qui aboutit à la médaille d'or de Sergueï Soukhoroutchenkov. Il avait remporté l'année précédant les JO de Moscou le championnat contre la montre par équipes de la VIIe Spartakiade des Peuples de l'URSS.

## Palmarès
- 1979
  -  Champion d'URSS à la VIIe Spartakiade des Peuples de l'Union soviétique du contre-la-montre par équipes (avec Sergueï Soukhoroutchenkov, Youri Kachirine et Sergueï Chelpakov)[2]
  - 6ea étape de l'Olympia's Tour[3]
  - 4e (contre-la-montre par équipes) et 6e étapes du Tour de Cuba
- 1980
  -  Champion olympique du contre-la-montre par équipes aux Jeux olympiques de Moscou (avec Youri Kachirine, Oleg Logvine et Sergueï Chelpakov)
  - 6e de la course en ligne des Jeux olympiques de Moscou
- 1981
  -  2e du championnat du monde du contre-la-montre par équipes amateurs (avec Youri Kachirine, Oleg Logvine et Sergueï Kadatski)
  - 3e et 12e étapes du Tour de Cuba
  - 4e étape du Tour d'Italie amateurs
- 1982
  - 2e du championnat d'URSS du contre-la-montre par équipes (avec Youri Kachirine, Oleg Logvine et Alexandre Kisliak)
  - 3e du Circuit de la Sarthe
- 1984
  -  Champion d'URSS du contre-la-montre

### Places d'honneur
- 1980
  - 15e du Milk Race[4]
- 1982
  - 4e du Tour des Régions italiennes
  - 5e du Tour du Vaucluse
  - 9e de la Course de la Paix

## Distinction
- 1980 : Maître émérite des Sports de l'Union soviétique (cyclisme)